# Koczanów
Koczanów est une localité polonaise de la gmina et du powiat de Proszowice en voïvodie de Petite-Pologne.